# Lepidopodine
Lepidopodinele (Lepidopodinae) sunt o subfamilie de pești marini bentopelagici, din familia trihiuride, răspândiți în apele adânci din regiunile temperate, subtropicale și tropicale ale oceanelor Atlantic, Indian și Pacific. Înotătoarea caudală prezentă (mică și bifurcată) sau absentă. Înotătoarea pelviană prezentă, rudimentară. Partea spinoasă a înotătoarei dorsale  de obicei cu 3-10 raze. Partea spinoasă și partea moale a înotătoarei dorsale continuii (fără o crestătură între ele). Linia laterală coboară treptat în spatele înotătoarei pectorale.
Cinci genuri, cu 13 specii :
- genul Assurger
  - Assurger anzac (Alexander, 1917)
- genul Eupleurogrammus
  - Eupleurogrammus glossodon (Bleeker, 1860)
  - Eupleurogrammus muticus (Gray, 1831)
- genul Evoxymetopon
  - Evoxymetopon macrophthalmus Chakraborty, Yoshino & Iwatsuki, 2006
  - Evoxymetopon poeyi Günther, 1887
  - Evoxymetopon taeniatus Gill, 1863
- genul Lepidopus
  - Lepidopus altifrons Parin & Collette, 1993
  - Lepidopus calcar Parin & Mikhailin, 1982
  - Lepidopus caudatus (Euphrasen, 1788)
  - Lepidopus dubius Parin & Mikhailin, 1981
  - Lepidopus fitchi Rosenblatt & Wilson, 1987
  - Lepidopus manis Rosenblatt & Wilson, 1987
- genul Tentoriceps
  - Tentoriceps cristatus (Klunzinger, 1884)